# Mercatino Conca
Pour les articles homonymes, voir Conca (homonymie).
Mercatino Conca est une commune italienne de la province de Pesaro et Urbino dans la région Marches en Italie.
Le village fait partie du territoire historique du Montefeltro.

## Administration
| Période                                  | Période | Identité | Étiquette | Qualité |
| ---------------------------------------- | ------- | -------- | --------- | ------- |
|                                          |         |          |           |         |
| Les données manquantes sont à compléter. |         |          |           |         |

### Communes limitrophes
Auditore, Gemmano, Monte Cerignone, Monte Grimano, Sassocorvaro, Sassofeltrio, Tavoleto